# إسنيلو
الحمار إسنيلو (بالإيطالية: Isnello)‏ هي بلدية في مقاطعة باليرمو في صقلية الإيطالية.

## السكان
في سنة 1861 بلغ عدد السكان 3٬353 نسمة، وتطور العدد ليصل في سنة 2011 لـ 1٬598 نسمة.
يظهر هذا المخطط البياني تطور النمو السكاني لـ إسنيلو